# Việt Hoàng
Trần Việt Hoàng (sinh ngày 10 tháng 5 năm 1984) là một biên tập viên và người dẫn chương trình người Việt Nam. Vào năm 2020, anh đã đoạt giải "Dẫn chương trình ấn tượng" tại Ấn tượng VTV.

## Tiểu sử
Việt Hoàng, tên đầy đủ Trần Việt Hoàng, là một biên tập viên và người dẫn chương trình người Việt Nam. Chủ yếu làm việc và hoạt động tại Trung tâm tin tức VTV24, anh được biết đến nhiều nhất qua vai trò dẫn chương trình trong chuyên mục điểm tuần của Chuyển động 24h. Với lối dẫn hài hước, châm biếm, anh được đặt biệt danh là "biên tập viên mặn nhất VTV". Vào năm 2020, anh đã đoạt giải "Dẫn chương trình ấn tượng" tại Ấn tượng VTV. Năm 2021, anh tham gia chương trình Cuộc hẹn cuối tuần với tư cách là một trong ba người dẫn chính cùng với MC Mù Tạt và biên tập viên Quốc Khánh.

## Giải thưởng và đề cử
| Năm  | Giải thưởng  | Hạng mục                                  | Kết quả   | Tham khảo |
| ---- | ------------ | ----------------------------------------- | --------- | --------- |
| 2020 | Ấn tượng VTV | Biên tập viên - Dẫn chương trình Ấn tượng | Đoạt giải | [ 1 ]     |
| 2021 | Ấn tượng VTV | Biên tập viên - Dẫn chương trình Ấn tượng | Đề cử     | [ 7 ]     |